# Claudia Jordan

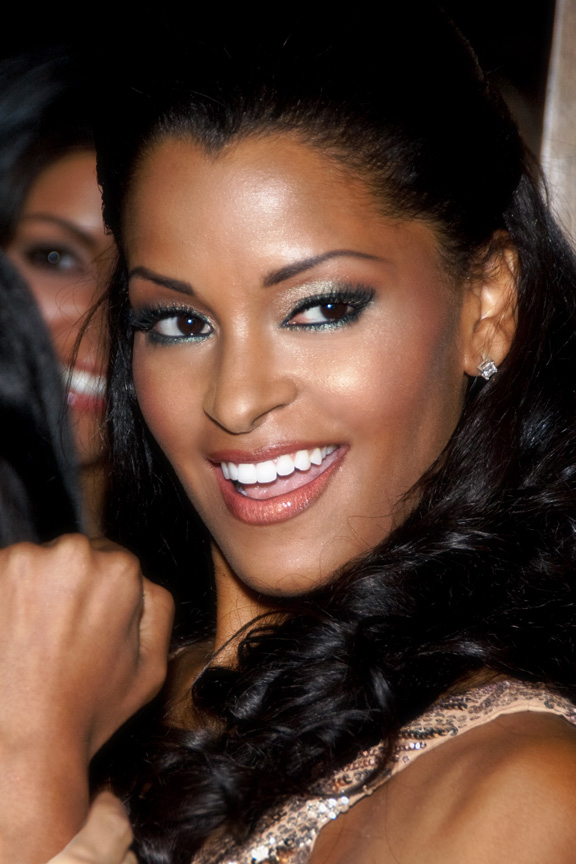
Claudia Jordan (2008)

Claudia Jordan, född 12 april 1973, är en amerikansk radio- och TV-personlighet. Hon började sin karriär genom att vinna skönhetstiteln Miss Rhode Island Teen USA och tävlade även i Miss Teen USA 1990. År 1997 vann hon titeln Miss Rhode Island USA och tävlade i skönhetstävlingen Miss USA samma år.  
Jordan har bland annat varit programledare för skönhetstävlingen Miss Universum år 2009 och hon har också varit deltagare i Celebrity Apprentice där hon deltog för att vinna pengar till välgörenhet. Under sena 2014 blev hon en av "hemmafruarna" i den senaste säsongen av serien The Real Housewives of Atlanta som sänds på Bravo. Jordan har också lett sitt eget radioprogram på Sirius/XM Radio varje veckordag som hette"The Claudia Jordan Show". Jordan ledde också radio showen "Reach Around Radio" på samma kanal.